# Herminia anahita
Herminia anahita là một loài bướm đêm trong họ Noctuidae.